# Buddhizmus Kambodzsában
A buddhizmus Kambodzsában a théraváda buddhizmus bizonyos formája. A buddhizmus már legkésőbb az 5. század óta jelen van Kambodzsában és a legkorábbi formája a mahájána irányzat egyik fajtája volt. Kambodzsa állami vallása a 13. század óta a théraváda buddhizmus (a Khmer vörös időszak kivételével), amely a becslések szerint ma a lakosság 95%-ának a vallása.
Kambodzsában a buddhizmus története több királyságon és birodalmon ívelt át. Az ország területére két különböző áramlaton keresztül érkezett a buddhizmus, amelynek korai formája, hindu hatásokkal együtt érkezett hindu kereskedőkön keresztül a Funan Birodalomba. Később egy másik hullámmal érkezett a Khmer kultúrába ismét a buddhizmus, az Angkor Birodalom idején, amikor Kambodzsa magába szívta a mon királyságok különböző buddhista hagyományait.
A Khmer történelem első ezer évében Kambodzsát hindu királyok irányították és csak elvétve akadt közöttük buddhista király, mint például I. Dzsajavarman, VII. Dzsajavarman vagy I. Szurjavarman. A toleráns hindu királyok és a szomszédos mon-théraváda királyságok mellett a különböző buddhista hagyományok békében léteztek egymás mellett az egész birodalomban.

## Története

### Feltételezett korai hittérítések
Az egységesített szingaléz források szerint Asóka király hittérítői juttatták el a buddhizmust Délkelet-Ázsiába az i.e. 3. században. Számos buddhista szekta versengett a brahmanizmussal és a bennszülött animisztikus vallásokkal az elkövetkező mintegy ezer évben. Ez idő alatt rendkívül jelentős volt az indiai kultúra.

### Funan
Az i. e. 100 és i. sz. 500 között virágzó Funan királyság hindu volt és a királyok Visnunak és Sivának áldoztak. Létezett ekkor már a Funan Birodalomban másodlagos vallásként a buddhizmus is. I. sz. 450 után egyre jelentősebbé vált a buddhizmus, amit megjegyzett Ji-csing, kínai utazó szerzetes a 7. század végén.
Mandraszena és Szamghabara, funani buddhista szerzetesek Kínában telepedtek le az 5-6. században és számos buddhista szútrát fordítottak le szanszkritról kínaira. A szövegek között volt a mahájána Mahápradzsnyápáramitá Manydzsusríparivarta-szútra. Ezt a szöveget egymástól függetlenül mindkét szerzetes lefordította. Ennek a szövegnek a kiemelkedő alakja Mandzsusrí bódhiszattva.

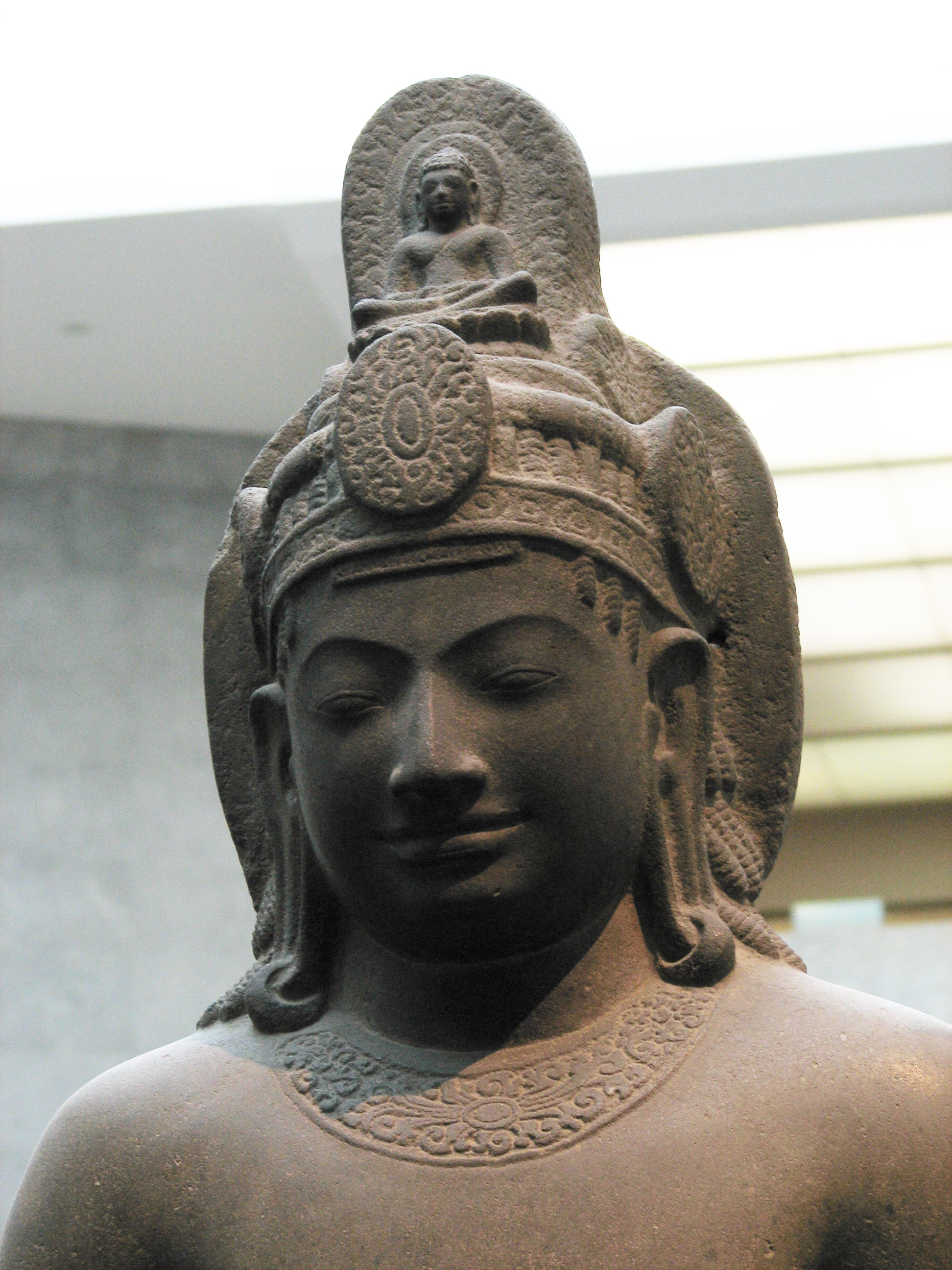
Avalókitésvara bódhiszattva kambodzsai szobra - homokkő, 7. század.

### Csenla
A Csenla Királyság váltotta a Funan Birodalmat (500-700). Ebben a korban a buddhizmus legyengült, de nem tűnt el teljesen, ahogy az látható a Szambor Prei Kuk (626) és Sziemreap (791) melletti templomok feliratokból is. A Mekong delta régiójában talált Angkor-kor előtti szobrászatból kiderül, hogy a régióban létezett a szanszkrit nyelvű szarvásztiváda buddhizmus. Khmer-stílusú Buddha-szobrok ezrével maradtak fent ebből az időszakból (600-800). Sok mahájána bodhiszattva szobor is előkerült ebből a korból. Ezeket gyakran hindu Sivát és Visnut ábrázoló szobrok közelében találták. A Sziem Reapban található, 625-ből való Ta Prohm templom egyik felirata arról tanúskodik, hogy virágzott a Buddha, a dharma és a szangha (lásd még: Három drágaság).

### Angkor
A hindu isten-királyból a mahájána bodhiszattva-királyba való átmenet valószínűleg fokozatosan történt és észrevétlenül. A népszerű vaisnavista és saivista hit hagyományai lehetővé tették Gautama Buddha és Avalókitésvara bodhiszattva üdvözítését.
A buddhista Szailendra királyság Kambodzsát fennhatósága alá vonta a 8. század végén és a 9. század elején. II. Dzsajavarman (802-869), az Angkor Birodalom első igazi Khmer királya, isten-királynak kiáltotta ki magát és Siva egyik megtestesülésének. Mindemellett egyre barátságosabbá és támogatóbbá vált a mahájána buddhista hatásokkal szemben az egész birodalomban. A buddhizmusnak ez a formája hasonlított a Pála Birodalom bengáli buddhizmusára és az észak-indiai Nálanda Egyetem irányzatára.
A Szailendra-dinasztia korában épült a jávai Borobudur (750-850) mahájána buddhista kolostor. Úgy tűnik, hogy Borobudur inspirálta a későbbi Angkor projektet Kambodzsában, elsősorban Angkorvatot és Angkorthomot.
Az Angkor kori Kambodzsa elsődleges buddhista irányzata a mahájána volt, erős tantrikus tendenciákkal.
Az Angok birodalom erősödésével erősödött a térségben a buddhizmus befolyása is. Joszavarman templomokat építtetett 887-889 között, amelyek a Meru-hegyet ábrázolják, a világ misztikus tengelyét. Ezek közül a templomok közül a legnagyobb a Phnom Kandal vagy "Központi hegység", amely az angkori komplexumhoz közel fekszik.

### I. Szurjavarman
I. Szurjavarmant (1002–1050) tekintik VII. Dzsajavarman után a leghatalmasabb buddhista királynak.
Szurjavarman a mai Dél-Thaiföld területéről származott. Ő a khmer trón tamil-jaláj (srívidzsaja) "bitorlója" volt, aki az anyja oldalán formált jogot a trónra. Apja a maláj-félszigeten lévő Tambralingam birodalom buddhista királya volt. Nyilvánosan Siva és Ráma isteneknek hódolt, azonban buzgó mahájána buddhista király is volt egyben. Ennek ellenére nem akadályozta meg a théraváda buddhizmus lendületes terjedését.

### VII. Dzsajavarman

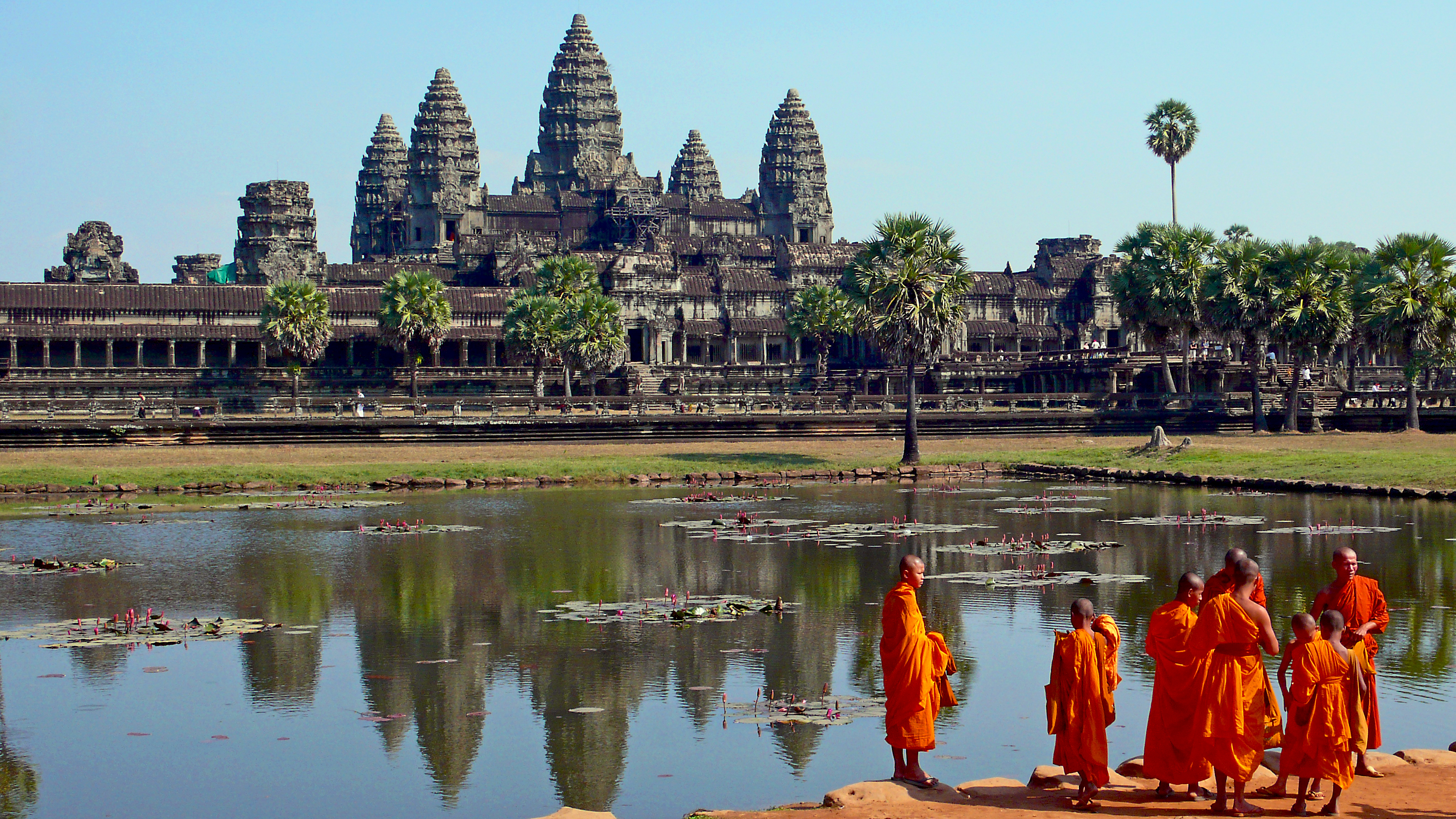
VII. Dzsajavarman, Buddhism was the state religion.

Hercegként a későbbi VII. Dzsajavarman király (1181–1219 körülig) a korábbi nagy királyok nyomdokát követte. A megszállás ideje alatt befolyásos támogatókat gyűjtött, majd fellázadt a vietnámi csamok ellen. 1181-ben visszahódította a fővárost, elfoglalta a trónt, és a keleti szomszéd birodalommal 22 évig tartó háborúba kezdett. 1203-ban a khmerek legyőzték a csamokat és elfoglalták földjük nagy részét is.
VII. Dzsajavarman – a Khmer Birodalom utolsó nagy királya – a győzelem feletti örömben és elődei példája szerint pompás város építésébe kezdett. Az új főváros, Angkorthom (jelentése: nagy város), amelyet 10 kilométeres fal vesz körül. A falból nyíló öt monumentális kapuhoz a vizesárkok fölött átívelő hidak vezetnek; ezek két oldalán isteneket és démonokat ábrázoló szobrok sorakoznak, amelyek a khmerek őseként tisztelt mitikus Naga kígyót, a vizek szellemét tartják a kezükben. A király által meghonosított új vallás, a mahájána buddhizmus emblémája a piramis alakú, háromteraszos Bajon-templom. Körülötte díszes fedett folyosók húzódnak; ezek tetejéről 49 lótuszvirághoz hasonló „arcos torony” emelkedik a magasba. A tornyok négy oldalán összesen 196 db két és fél méter magas szobor áll, amelyek a kutatók szerint Buddha vagy az istenné nyilvánított király arcvonásait ábrázolják. Dzsajavarman emellett anyja emlékére egy lenyűgöző látványt nyújtó kolostort is építtetett – ez a Ta Prohm, amelynek sajátossága, hogy meghagyták úgy, ahogy a régészek találták, az őserdő fáinak hatalmas gyökereivel benőve. E korszak finoman dekorált épületei közé tartozik még Bantej Kdei és Neak Pean, valamint a víztározó Srah Srang. Emellett számos út, sőt teljes úthálózat épült, amely a birodalom egyes városait összekötötte. Az utak mentén pihenőházakat emeltek a kereskedők, hivatalnokok és más utazók részére, és nem utolsóként 102 kórház is épült.

### Angkor hanyatlása és egy théraváda királyság megjelenése

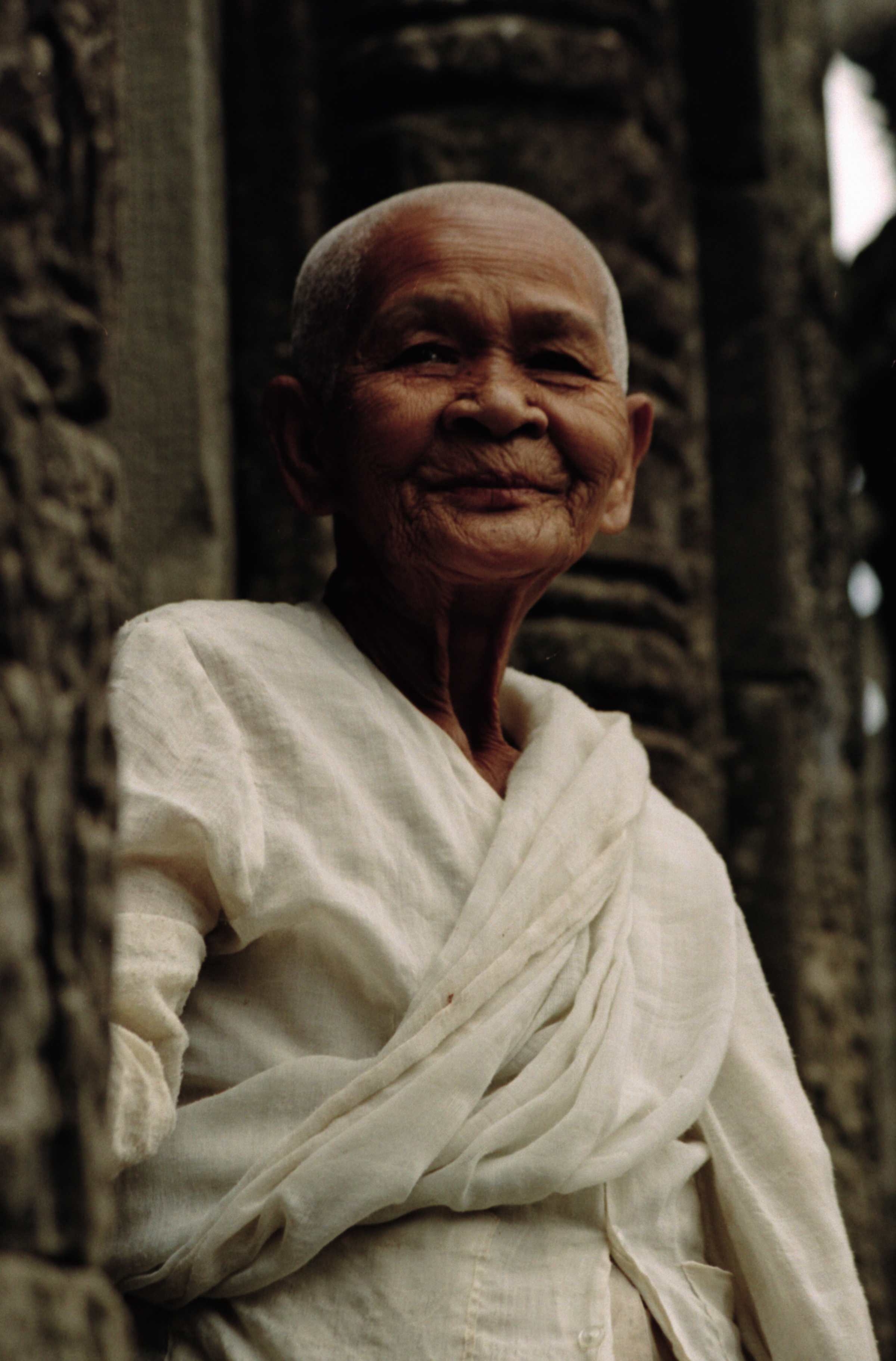
Buddhista apáca. Bajon templom, Angkorvat, Sziemreap, Kambodzsa (2005. január).

A 13. század után a théraváda vált Kambodzsa államvallásává.
VII. Dzsajavarman elküldte fiát, Tamalindát Srí Lankára, hogy ott váljon buddhista szerzetessé és tanulja meg a théraváda buddhizmust a páli kánonnak megfelelően. Tamalinda tanulmányai elvégzése után hazatért Kambodzsába és a théraváda buddhizmus irányzatát támogatta, amelybe nem fértek bele a mahájána innovációk, mint például a tantrikus gyakorlatok.
A khmer társadalomban tömegesen tértek át az emberek a théraváda buddhizmusra, amely egy erőszakmentes forradalmat jelentett. A tudósok a mai napig nem értik a khmer civilizációnak ezt a hirtelen és váratlan átalakulását. A théraváda befogadó volt, amely nem csak az elit és az uralkodói udvar számára válogatott és hamar népszerűvé vált az alacsonyabb osztály számára is.
A théraváda forradalom emiatt a khmer kisemberek forradalma volt, akik visszautasították a hinduizmus istenkirályait és a mahájána buddhizmust. A monumentális templomokat, amelyekre rabszolgák ezreinek verejtéke tapadt, fokozatosan elhagyták és azokat belepte a dzsungel.
Sziám és Vietnám felemelkedésével a klasszikus Angkor Birodalom eltűnt és a mai Kambodzsa képe kezdett kibontakozni. Ahogy Angkor fölött fokozatosan átvette az uralmat a természet, a théraváda kambodzsai központja dél felé mozdult, a mai Phnompen közelében lévő Udon-hegyre. Phnompen eredetileg egy kis folyó-menti piacközpont volt, ahol a Mekong és a Tonleszap folyók összefolytak. A vietnámi megszállók igyekeztek elnyomni a théraváda buddhizmust és ráerőltetni a mahájánát a khmerekre. Az időszakosan fosztogató sziámiak pedig ezt igyekeztek megakadályozni, hogy védjék a théravádát. A két idegen hatalom csatározása egészen addig tartott, amíg a 16. században megjelentek az európaiak a térségben.

### Gyarmati időszak
A 16. században tovább virágzott Kambodzsában a buddhizmus. Angcsan király (1516–1566) buzgó buddhista volt. Pagodákat épített a fővárosban és egyéb szent helyeket az ország különböző részein. Szatha király (1576-1649) és az őt követő Barom Reacsea felújította Angkorvat tornyait.
Az európaiakkal érkezett a térségbe a kereszténység, amelyet hittérítők igyekeztek terjeszteni. A théraváda azonban meglepően erősnek bizonyult. A gyarmati időszakban előfordultak vallási-indíttatású erőszakkal járó felkelések. A 17-19. században a thai befolyás a kambodzsai politikába kiterjedt a vallási ügyekre is. Norodom király meghívására thai szerzetesek érkeztek a dhammajuttika rendből és erős jelenlétet alakítottak ki Kambodzsában. Az újonnan alakult dhammajuttika rend királyi támogatásban részesült, de gyakran került összetűzésbe a mahá rend (mahá-nikája) hagyományvonalával. A dhammajuttika rendet néha azzal vádolták, hogy a khmer nemzet helyett a thai udvarhoz hű.
A francia uralom idején előfordultak időszakosan buddhista szent emberek vezette erőszakos fellépések a franciák ellen.

### A vörös khmerek időszaka és utána
1975-ben, amikor a kommunista vörös khmerek vették át a hatalmat Kambodzsában, igyekeztek teljesen eltörölni a buddhizmust, ami majdnem sikerült is nekik. Az 1979-es vietnámi megszállás idejére szinte az összes szerzetest és vallási szellemiséget vagy megölték, vagy száműzték, és majdnem minden buddhista templomot és könyvtárat leromboltak. A becslések szerint a vörös khmerek előtti Kambodzsában a szerzetesek száma 65000-80000 között volt. Az 1980-as évek buddhista restaurációjakor a világban élő összes szerzetesek száma nem érte el a 3000 főt.
A vietnámi kormány segítségével sikerült legyőzni a Vörös Khmert, mégis kezdetben a buddhizmus továbbra is hivatalosan elnyomott vallás maradt Kambodzsában. Változás csak 1979 után következett. Egy csoport szerzetes, akik a zsarnokság elől Vietnámba menekültek visszatérhettek Kambodzsába és 1981-ben egyikőjüket (Tepvong) megválasztották az új, egyesített kambodzsai szangha (szangharadzsa) élére, amellyel hivatalosan is eltörölték a Thommajut és a Mohanikaj rendek közötti történelmi ellentétet. Az új szerzetesek felvételiztetését támogatta a kormány és a tiltásokat is eltörölte.
A vietnámi hadsereg kivonulása után az új néppárt szövetséget keresett a buddhista szanghával és kikiáltották a buddhizmust Kambodzsa hivatalos vallásává 1991-ben. Még ebben az évben Norodom Szihanuk király hazatért a száműzetéséből és külön vezetőket vezetett ki a Thommajut és a Mohanikaj rendek élére, tehát az egyesített szangha ismét véget ért.

## Külső hivatkozások
- Buddhizmus Kambodzsában (angolul)
- Szihanoukville templomai - Kambodzsa (angolul)
- Buddhism and the making of democracy in Cambodia (angolul)